# ضخامة الأذين الأيسر
ضخامة الأذين الأيسر (بالإنجليزية: Left atrial enlargement)‏ وهو أحد أنواع تضخم القلب يصيب الأذين الأيسر.

## الأسباب
- السمنة.[2][3]
- الرجفان الأذيني.[4][5]
- انقطاع النفس الانسدادي النومي[6]

## التشخيص
يمكن تشخيص ضخامة الأذين الأيسر بواسطة:
- تخطيط كهربية القلب[7][8]
- تخطيط صدى القلب